# Ladeira da Barroquinha
A Ladeira da Barroquinha é uma via urbana de Salvador, capital do estado brasileiro da Bahia. Em seu trajeto ascendente (ladeira) está localizado o Espaço Cultural da Barroquinha (antiga igreja da Barroquinha) e o casarão de número 8 (antigo Hotel Castro Alves). No entorno bem próximo, estão o Espaço Itaú Glauber Rocha e o Quartel do Corpo de Bombeiros. Situada no centro de Salvador e parte do Centro Antigo, faz conexão entre a Praça Castro Alves e uma das extremidades da Baixa dos Sapateiros (a Avenida J.J. Seabra), onde está o Terminal da Barroquinha. O comércio de rua e o comércio ambulante é característico da área, notadamente aquele especializado em artigos de couro (bolsas, sacolas, sapatos, tapetes, chapéus, cintos, celas), mas também de roupas.

## História
O presidente da Província da Bahia em 1851 era Francisco Gonçalves Martins, o Visconde de São Lourenço. Ele resolveu fazer uma reurbanização na cidade de Salvador. Na área da Barroquinha nessa época se concentravam os negros, que com a urbanização foram expulsos do local. Os negros e os terreiros de candomblé deslocaram-se para locais distantes para continuarem seus cultos. Assim, o candomblé da Barroquinha é referido como origem dos grandes terreiros de Salvador: Casa Branca do Engenho Velho (no Engenho Velho da Federação) e deste o Gantois (na Federação) e o Ilê Axé Opô Afonjá (em São Gonçalo do Retiro).
Na década de 2010, a ladeira foi objeto de projeto de requalificação arquitetônica elaborado pelo mesmo escritório contratado pelo Banco Itaú para converter o Cinema Glauber Rocha em unidade da rede Espaço Itaú de Cinema, o Metro Arquitetos Associados, da cidade de São Paulo. O projeto visou o fluxo de pessoas, o comércio ambulante, o trânsito de carros e o uso como estacionamento da rua (que é sem saída para carros) e as figueiras que cresceram sobre o muro da ladeira e comprometiam a estrutura. Durante as obras, os comerciantes foram transferidos para a Praça Castro Alves.
Na mesma década, o Largo da Barroquinha ainda esteve incluído no projeto de requalificação da Baixa dos Sapateiros levado pelo governo estadual da Bahia, por meio de Companhia de Desenvolvimento Urbano do Estado da Bahia (Conder), como parcela das ações sobre o Centro Antigo. Já quanto ao governo municipal, a Barroquinha foi o centro do projeto Vila Cultural da Barroquinha, inserido no Programa de Incentivo ao Desenvolvimento Sustentável e Inovação (Pidi), a fim da recuperação de áreas do entorno. Para isso, Prefeitura lançou edital em 2016 com incentivos fiscais à instalação de empresas e exploração de serviços artísticos (cinemas, escolas, de fotografia, de fonografia, galerias, gráficas, livrarias, teatros), turísticos (agências, bares, cafés, câmbio, lembranças, restaurantes) e de ofícios tradicionais (alfaiates, barbeiros, carpinteiros, sapateiros, serralheiros) na Barroquinha e vias próximas.